# Hip Hop Hoodíos

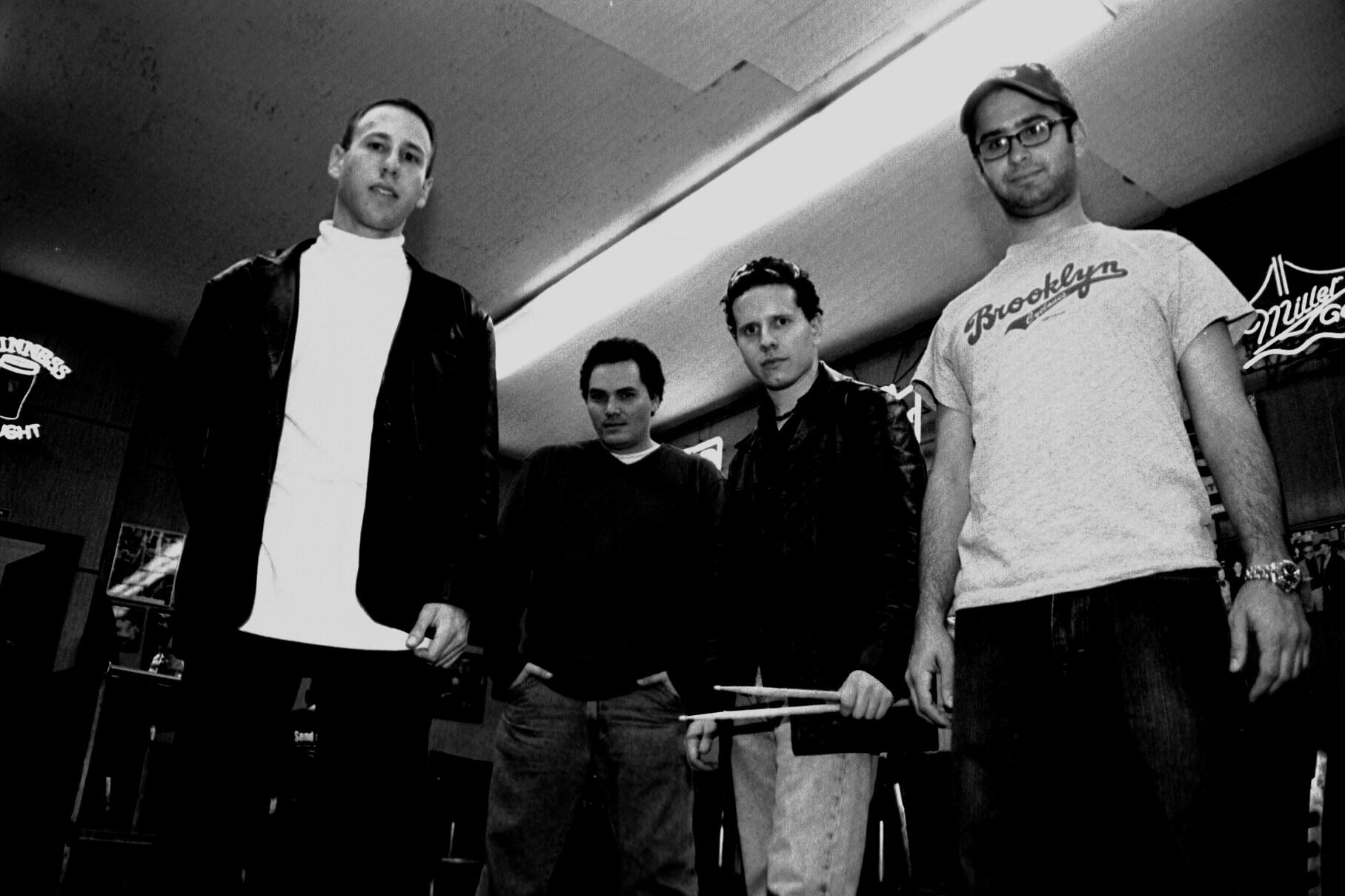
Los Hip Hop Hoodíos en el estudio de grabación

Los Hip Hop Hoodíos son una banda fusión de rock alternativo y hip hop con influencias del folklore sefardí.
La banda está compuesta por Josué Noriega ( nacido Josh Norek), Abraham Vélez y Federico Fong (antiguo componente de La Barranca, Jaguares y Caifanes). 
Su EP de debut contenía tres canciones basadas en diferentes estilos latinos. "Ocho Kandelikas" escrita por Juan Manuel Caipo de Orixa, sobre una canción tradicional djudeoespañola; y otras dos más orientadas hacia el rap, una de ellas ("Dicks & Noses") era una versión de Delinquent Habits. 
El larga duración 'Agua Pa' La Gente da un salto en calidad de producción, colaboraciones y artistas invitados, Frank London y Paul Shapiro. 

## Discografía
- 2002 Raza Hoodía EP (JN Media)
- 2004 Agua pa' la gente (Jazzheads)
- 2007 Viva La Guantanamera EP